# الجولة 39

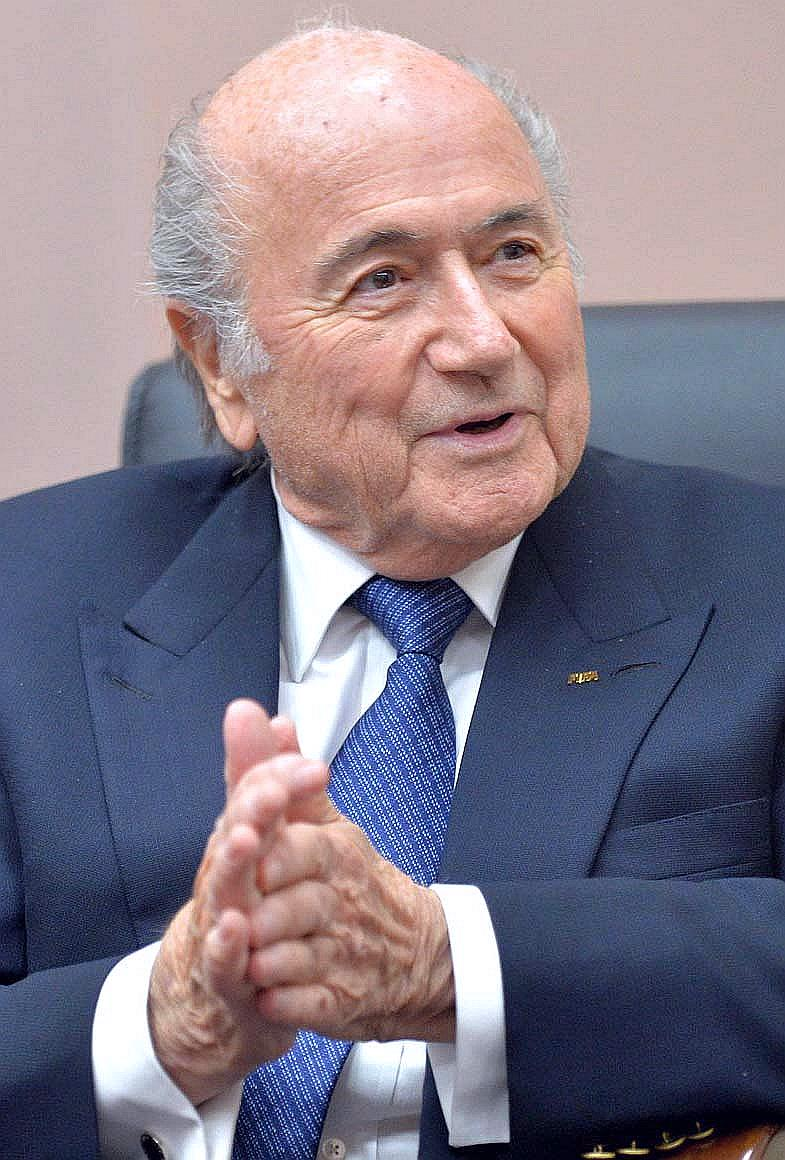
جوزيف بلاتر، عندما كان رئيس الفيفا، عارض بشدة اقتراح «المباراة 39».

الجولة 39 أو المباراة 39 أو الجولة الدولية كانت جولة إضافية مقترحة في الدوري الإنجليزي الممتاز، وكانت ستُلعب في أماكن محايدة خارج إنجلترا. يُلعب الدوري الإنجليزي الممتاز، وهو أعلى دوري كرة قدم في إنجلترا، حاليًا بنظام الكل ضد الكل، حيث يلعب كل فريق مع الآخر 19 مباراة على أرضه وخارجها، مما يعطي إجمالي 38 مباراة. تم اقتراح الجولة الدولية في اجتماع 20 ناديًا في الدوري الإنجليزي الممتاز في 7 فبراير 2008، بهدف البدء فيها من موسم 2010–11، عندما يتم إبرام عقد جديد لحقوق البث التلفزيوني. تم تعديل تاريخ البدء المقترح لاحقًا إلى 2013–14. وبحسب ما ورد وافق على الاقتراح رؤساء عدد من أندية الدوري الإنجليزي الممتاز.
تلقت المباراة 39 معارضة العديد من مدربي الأندية. كما قوبل الاقتراح بإدانة شديدة من المنظمات الداعمة، التي رأت أنه مدفوع فقط بالمال على حساب الجماهير. أعرب جوزيف بلاتر، رئيس الهيئة الحاكمة العالمية للرياضة في ذلك الوقت، عن رأي سلبي في الاقتراح وذكر أنه قد يؤثر على محاولة إنجلترا لاستضافة كأس العالم 2018، كما عارضت سلطات كرة القدم في عدد من المناطق التي تم اقتراحها كمواقع محتملة للمباريات. في مايو 2010، قال الدوري الإنجليزي الممتاز إنه لم يعد يفكر بتنشيط المباراة 39، ولكن في أكتوبر 2014 قيل إنهم يُعيد النظر في الفكرة.

## وصلات خارجية
- Ornstein، David؛ Pranav Soneji (8 فبراير 2008). "Pros & cons of global Premier plan". bbc.co.uk. مؤرشف من الأصل في 2017-07-28. اطلع عليه بتاريخ 2008-02-22.